# Adolfo Eastman Quiroga
Adolfo Eastman Quiroga (Ovalle, 28 de octubre de 1835-Santiago, 9 de agosto de 1908) fue un ingeniero, empresario y político liberal chileno.

## Biografía

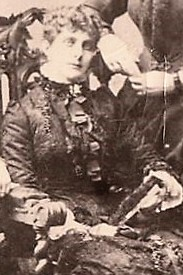
María Mackenna Serrano, cónyuge de Eastman.

Fue hijo de Edmundo Eastman White y Tomasa Quiroga Darrigrande.
Fue educado en Inglaterra, y en 1848 se dedicó a estudios mercantiles de alto nivel. Se trasladó a Alemania en 1852, y estudió en la Escuela de Minas de Freiberg, Sajonia. Se tituló de ingeniero en Minas en 1856.
Se casó el 10 de julio de 1858, con Manuela Urmeneta Quiroga; y se casó en segundo matrimonio en 1884, con María del Carmen Mackenna Serrano, con quien tuvo una hija, que falleció a los pocos meses de nacida.
Fue administrador y propietario minero, y se desempeñó como segundo administrador de las minas de Tamaya. El 30 de diciembre de 1863, junto a José Tomás Urmeneta fundó la Octava Compañía del Cuerpo de Bomberos de Santiago, siendo su primer director y bombero voluntario.

## Carrera política
Eastman, militante del Partido Liberal, fue elegido diputado propietario por Ovalle para el período 1864-1867. Posteriormente fue elegido diputado propietario por Quillota, para el período 1867-1870, y además, diputado suplente por Vallenar; optó por el cargo en propiedad, reprsentando a Quillota.
Nuevamente electo diputado propietario, pero por Limache, para el período 1876-1879; no se incorporó hasta el 17 de octubre de 1876; su suplente fue Domingo Gana Cruz. Fue reelecto diputado propietario por Limache, para el período 1879-1882.
En 1882 fue elegido senador propietario por el periodo 1882-1885, como subrogante de José Victorino Lastarria, quien estaba en misión diplomática. Se incorporó el 14 de septiembre de 1882. Integró la Comisión Permanente de Hacienda e Industria y fue miembro de la Comisión Conservadora para el receso 1883-1884. En 1885 fue nuevamente elegido senador propietario por Colchagua, para el periodo 1885-1888, como subrogante de Jovino Novoa Vidal. Fue senador reemplazante en la Comisión Permanente de Hacienda e Industria y en la de Educación y Beneficencia, y miembro de la Comisión Conservadora para el receso 1885-1886.
Fue nombrado consejero interino de la Caja de Crédito Hipotecario el 5 de marzo de 1891. Ese mismo año asumió como senador por Colchagua, en el Congreso Constituyente, entre el 15 de abril y el 18 de agosto de 1891. Fue presidente provisorio del Senado, del 15 al 20 de abril de 1891, y presidente, a contar de la última fecha, hasta agosto de 1891.
Ingresó a militar al Partido Liberal Democrático (PLD), fundado en 1893, del cual sería precandidato a la presidencia de la República para la elección presidencial de 1896. Fue consejero de Estado entre 1897 y 1898.
Fue elegido senador por Coquimbo, para el período 1897-1903, donde integró la Comisión Permanente de Gobierno y Relaciones Exteriores y —cuando éstas se separaron, en virtud de un acuerdo del Senado— se quedó en la Comisión Permaente de Gobierno. En la segunda época de su mandato, integró también la Comisión Permanente de Educación y Beneficencia. Fue miembro de la Comisión Conservadora para los recesos 1897-1898 y 1898-1899. Fue reelegido senador por Coquimbo, para el período 1903-1909, en el que integró la Comisión Permanente de Presupuestos. Falleció en agosto de 1908, faltando menos de un año para el término de su período senatorial, por lo cual no hubo lugar a elecciones complementarias.